# Douentza (krets)
Douentza Cercle är en krets i Mali.   Den ligger i regionen Mopti, i den centrala delen av landet, 700 km öster om huvudstaden Bamako. Antalet invånare är 247 794. Arean är 23 481 kvadratkilometer.
Terrängen i Douentza Cercle är platt åt nordost, men åt sydväst är den kuperad.